# 北海道道851号上富良野中富良野線

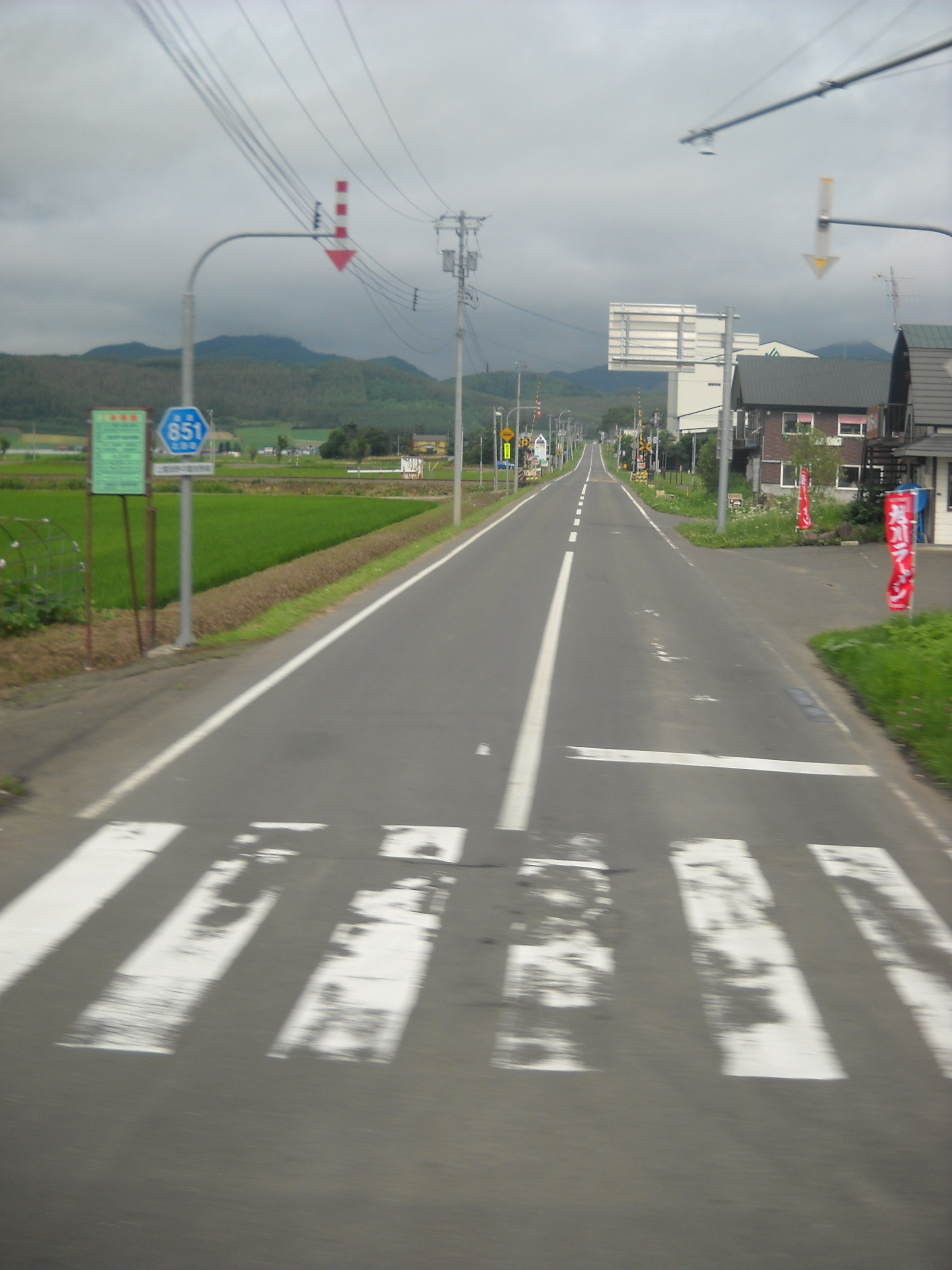
終点の様子

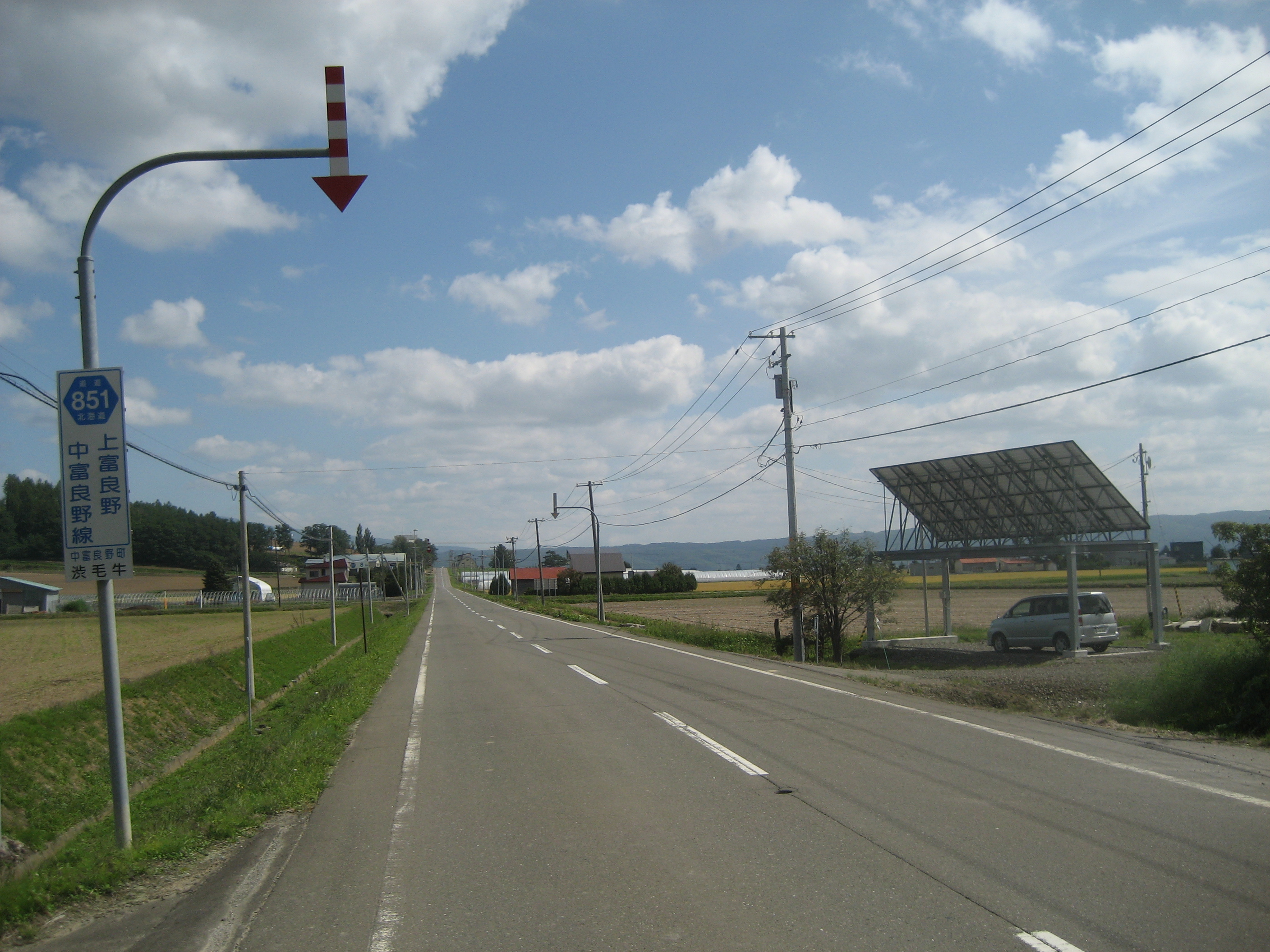
中富良野町渋毛牛付近

北海道道851号上富良野中富良野線（ほっかいどうどう851ごう かみふらのなかふらのせん）は、北海道空知郡上富良野町と中富良野町を結ぶ一般道道（北海道道）である。

## 概要

### 路線データ
- 起点：北海道空知郡上富良野町西4線北（北海道道581号留辺蘂上富良野線交点）
- 終点：北海道空知郡中富良野町中富良野（国道237号交点）
- 路線延長：9.6km（総延長、うち重複区間 0.4km）

## 歴史
- 1975年（昭和50年）3月31日 路線認定[1]。

## 路線状況

### 重複区間
- 中富良野町伊藤農場（北海道道759号奈江富良野線）

## 地理

### 通過する自治体
- 上川総合振興局
  - 空知郡上富良野町
  - 空知郡中富良野町

### 交差する道路
上富良野町
- 北海道道581号留辺蘂上富良野線 - 西4線北（起点）

中富良野町
- 北海道道759号奈江富良野線 - 伊藤農場（重複）
- 国道237号 - 中富良野（終点）